# Wortakkuratheit
Die Wortakkuratheit ist ein Maß, um die Genauigkeit eines Spracherkennungssystems zu beurteilen. Dabei wird die vom System erkannte Wörterkette mit der tatsächlich gesprochenen Kette verglichen und anhand der Abweichungen die Akkuratheit ermittelt.
Neben der Erkennungsgeschwindigkeit, die meist als Echtzeitfaktor (EZF) angegeben wird und der Worterkennungsrate ist die Akkuratheit das wesentliche Maß zur Qualitätsbeurteilung des Spracherkennungssystems.
{\displaystyle WA=(1-{\frac {I+D+S}{N}})\cdot 100\,\%}
N ist die Zahl der gesprochenen Wörter in der Referenz, I die Zahl der eingefügten Wörter, D die Zahl der gelöschten Wörter und S die Zahl der vertauschten Wörter. Bei sehr vielen eingefügten Wörtern kann die Akkuratheit auch negativ werden.
Die Zuordnung der beiden Wörterketten wird üblicherweise mit Dynamischer Programmierung erzeugt.
Ein kleines Beispiel zeigt die Berechnung der WA:
| Gesprochener Satz | Einst | stritten | sich | Nordwind |      | und | Sonne. |
| Erkannte Wörter   | Erst  | stritten |      | Nordwind | sich | und | Sonne. |
| Fehlerart         | S     |          | D    |          | I    |     |        |

Im Beispiel ist S = D = I = 1 und N = 6. Somit ergibt sich eine WA von 50 %.